# Szerbiai macedónok
A szerbiai macedónok Szerbia egyik hivatalosan is elismert nemzeti kisebbségéhez tartozó személyek.

## Bevándorlásuk
1945–1992. között a macedónok és a macedón nyelv a Jugoszláv Szocialista Szövetségi Köztársaság alkotmányban rögzített részét képezte. Számos macedón költözött át a szövetség más részeire. Számos, Görögországból áthajózott égei macedónt telepítettek le a Vajdaság területén. Ez a bevándorlás leginkább Szerbiát és  a Vajdaságot érintette. 2002-ben Szerbia középső területein 14.062, míg a Vajdaság területén 11.785 macedón lakott. 2004-ben Szerbia és Macedónia államközi megállapodást kötött, melynek értelmében megvédi a Szerbiában élő macedónökat és a Macedóniában élő szerbeket.
Számos terület van a Vajdaságban, ahol a macedónok jelentős mértékben vannak jelen. Jelentős kisebbséget alkotnak Plandiste, Jabuka, Glogonj, Dužine és Kacarevo területén. Ezeken a területeken arányuk meghaladja a 25%-ot.

## Macedón szervezetek

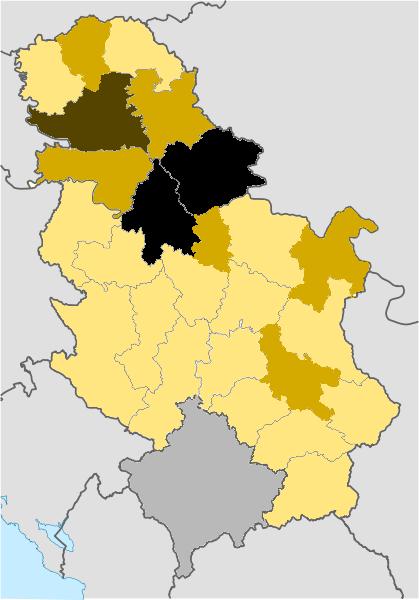
<7000
1000-2000
500-1000
100-500
unknown

A belgrádi központú “A Szerb–Macedón Barátság Társasága Šar – planina” és a zrenjanini központú “Szerb–Macedón Barátság Önkormányzati Társasága” a szerbiai nemzetiségi, kulturális és gazdasági együttműködés kérdéseivel foglalkozik. 2005-ben a Szerbiában élő macedónok is alapítottak egy Kisebbségi Tanácsot, mely előrelépést jelent abba az irányba, hogy saját érdekeiket meg tudják védeni. A testület élére Jovo Radevszkit választották meg. A Macedónok Demokratikus Pártja a legnagyobb kisebbségi pártjuk. Központja Újvidéken van.

## Oktatás
Jelenleg nincs olyan program, melynek célja a macedón oktatás  Azonban kísérletek vannak arra vonatkozólag, hogy ahol jelentős a kisebbség aránya, ott indítsanak macedón nyelvű osztályokat.

## Macedón média
A macedón nyelvű nyomtatott sajtó legjelentősebb terméke a havonta megjelenő politikai “Makedonska videlina”, melyet a “Macedón Információs és Kiadóközpont” terjeszt. A testület székhelye Pancsovában van. Korlátozott mennyiségben macedón nyelven is adnak műsorokat a TV Novi Sad és a helyi TV Pancevo műsoraiban. A Macedóniából elérhető programokon kívül a hivatalos társalgásokban nem használják a nyelvet, de a Macedón Nemzeti Kisebbségi Tanács megpróbálja elérni, hogy Pancsovában és Jabukában ismerjék el hivatalos nyelvnek.
| 10 legnépeseb, macedón lakosságú település |               |              |           |       |
| No                                         | Település     | Megye        | Macedónok | %     |
| 1                                          | Belgrád       | Belgrád      | 6-891     | 0,62  |
| 2                                          | Torontálalmás | Dél-Bánát    | 2054      | 32,54 |
| 3                                          | Ferenchalom   | Dél-Bánát    | 1467      | 19,24 |
| 4                                          | Pancsova      | Dél-Bánát    | 1196      | 1,55  |
| 5                                          | Zichyfalva    | Dél-Bánát    | 910       | 21,31 |
| 6                                          | Újvidék       | Dél-Bácska   | 910       | 0,48  |
| 7                                          | Niš           | Nišava       | 601       | 0,35  |
| 8                                          | Szabadka      | Észak-Bácska | 409       | 0,41  |
| 9                                          | Galagonyás    | Dél-Bánát    | 367       | 11,55 |
| 10                                         | Nagybecskerek | Közép-Bánát  | 334       | 0,42  |

## Külső hivatkozások
- Honlap a macedónok nemzetközi jogaiért